# Асанац
Асанац е планина в Черна гора, в община Андриевица към община Плав и границата с Албания.
Приспада към масива на Проклетия или на т.нар. Албански Алпи, макар че е самостоятелен такъв. Най-високият едноименен връх Асанац се издига на надморска височина от около 2000 m. Северно от планината протича високия Лим, преди Плавското езеро, от което според някои води началото си реката. Красива гледка към Езерски връх на север. Източно от планината е Визитор, западно - Комовите, а югозападно - Жиево.
В Асанац се намират селата Джуличи, Цецуни, Кути, Кошутица - от страна на Черна гора, както и най-северното село (катун) в Албания - Сеферай, приспадащо към областта Малешия.
Изключително красива природа, лечебни растения и чайове, боровинки, тинтява, богати пасища, използвани от местните жители на околните села.
Труднодостъпна.